# Филипп II Орлеанский
Филипп II, герцог Орлеанский (фр. Philippe II, duc d'Orléans; 2 августа 1674[…], Замок Сен-Клу, Королевство Франция — 2 декабря 1723[…], Версаль) — регент Французского королевства при малолетнем короле Людовике XV в 1715—1723 годах, «внук Франции», племянник Людовика XIV.

## Детство и юность

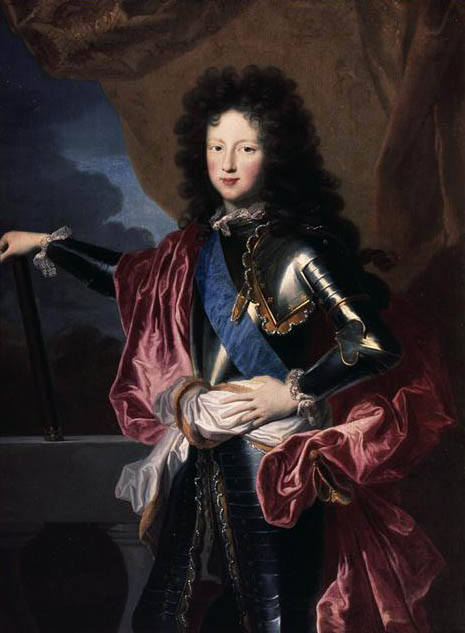
Филипп I Орлеанский

Филипп родился 2 августа 1674 года в семье Филиппа I Орлеанского и его второй супруги — принцессы Палатинской из Баварского дома Виттельсбахов. При рождении он получил титул принца Шартрского. Воспитателем умного и способного мальчика был назначен аббат Дюбуа, однако в качестве наставника он не оправдал возложенных на него надежд: Филипп не получил должного образования, хотя и имел интерес к естественным наукам.
Принц с юных лет проявил своё неравнодушие к женскому полу, что при дворе его дяди — Людовика XIV вовсе не порицалось.
В возрасте семнадцати лет Филипп женился на пятнадцатилетней мадемуазель де Блуа, сестре герцога Мэнского, узаконенной дочери короля Людовика XIV и его фаворитки мадам де Монтеспан.
В 1701 году, после смерти отца, Филипп Шартрский получил титул герцога Орлеанского. Филипп был крайне честолюбив — его не устраивало положение «вечно второго», как иногда называли герцогов Орлеанских. Он даже попытался претендовать на испанский трон вместо намечавшегося на это место внука Людовика XIV (будущего Филиппа V, Испанского). Это привело к длительной размолвке с Людовиком XIV.

## Регентство

### Политика регента

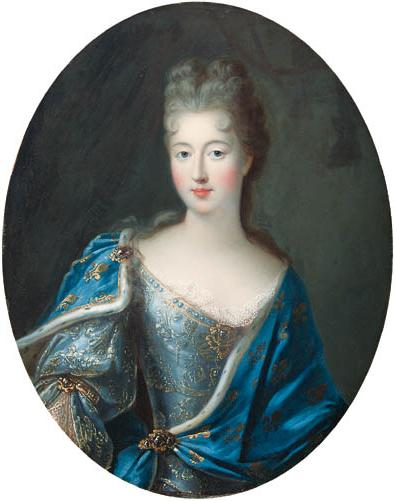
Мадемуазель де Блуа — жена Филиппа Орлеанского

К 1715 году во Франции сложилась непростая ситуация: у Людовика XIV из прямых наследников оставался в живых только пятилетний правнук — Людовик, герцог Анжуйский (будущий Людовик XV). Перед своей смертью, последовавшей 1 сентября 1715 года, король назначил Филиппа Орлеанского регентом королевства. Так началась эпоха, названная впоследствии эпохой Регентства.
Своей резиденцией регент выбрал Пале-Рояль. Распорядок дня Филиппа Орлеанского несколько отличался от рабочего ритма Людовика XIV, начинавшего трудиться в шесть утра и заканчивавшего далеко за полночь. В девять утра регент садился работать и до обеда читал донесения, отвечал на депеши или принимал послов. После десерта он возвращался в свой кабинет и вел заседания совета. После пяти часов вечера для Филиппа не существовало никаких важных дел — получение удовольствий было для него важнее возложенной на него миссии.
В начале 1710-х годах французский королевский дом поразила серия смертей (в основном от оспы и краснухи). Людовик XV также производил на современников впечатление крайне болезненного младенца. В случае его смерти ближайшим родственником оказывался Филипп V Испанский, который, хотя и отказался по Утрехтскому миру от прав на французский престол, имел намерение добиваться пересмотра этих условий с оружием в руках.
Исключение из престолонаследия испанского короля делало регента потенциальным наследником престола. Он приблизил к себе проницательного аббата Дюбуа, который совершил то, что казалось немыслимым, — заключил альянс Франции с её давнишними врагами, Англией и Голландией (1717). Это соглашение стало прелюдией к Войне за французское наследство, которую испанский король проиграл. Филипп изменил и государственную политику в отношении священников — янсенистов, преследуемых в правление Людовика XIV.
Филипп Орлеанский вёл активную переписку с Петром I, полагая, что Россия может быть выгодным союзником для Франции; союз Франции, Пруссии и России был заключён в Амстердаме 4 августа 1717 года. Имела место и личная встреча царя и регента: Пётр находился в Париже с 7 мая по 20 июня 1717 года. В результате этой встречи возник смелый проект — женитьба Людовика XV на младшей дочери Петра — Елизавете. Однако со смертью Петра I в 1725 году от этой мысли пришлось отказаться — с воцарением Екатерины I авторитет России значительно снизился.

### Полисинодия
Регент делал попытку реформировать государственное правление и в 1715 году вводил систему коллективного руководства — полисинодию, когда статс-секретариаты были заменены коллегиальными советами, куда привлекались представители аристократии. После упразднения советов регентства в 1718 году вернулись к прежнему порядку правления.

### Система Ло (Лоу)
В эпоху Регентства появились первые бумажные деньги. Джон Лоу, предприимчивый шотландский авантюрист, следуя примеру Английского и Шотландского банков, созданных в 1694—1695 годах, основывает в 1716 году частный банк с правом выпуска банкнот. Банк Лоу тотчас выпускает бумажные деньги, руководствуясь единственным желанием создать бумажные заменители золотых и серебряных монет.
Чтобы упрочить кредитоспособность банка, в августе 1717 года Лоу создает Западную торговую компанию, а регент предоставляет Лоу монополию на торговлю оружием и табаком с Канадой, Китаем, Индией. В мае 1719 года Западная торговая компания реорганизуется в Индийскую компанию.
С декабря 1718 года частный банк Лоу становится государственным банком Франции — Королевским банком. Тысячи представителей всех социальных слоев ежедневно скупают акции банка. За несколько месяцев выпускается более 600 тысяч акций, цена которых в 40 раз превышает их номинальную стоимость. 5 января 1720 года Джон Лоу назначается на пост генерального контролёра финансов.
Однако крах системы Лоу неизбежен; с падением «дутых» акций рухнул и его банк. В декабре 1720 года финансовая катастрофа обретает такой размах, что Джону Лоу приходится бежать в Брюссель.
Экономические последствия применения «системы Лоу» имели не только негативную сторону повсеместного банкротства во Франции. Государство уплатило часть своих долгов и увеличило доходы в казну. Кроме того, эта финансовая система способствовала развитию торговли по обе стороны Атлантики. Но с политической стороны её последствия были катастрофичны. В литературе часто встречается определение «афера Лоу».

## Частная жизнь

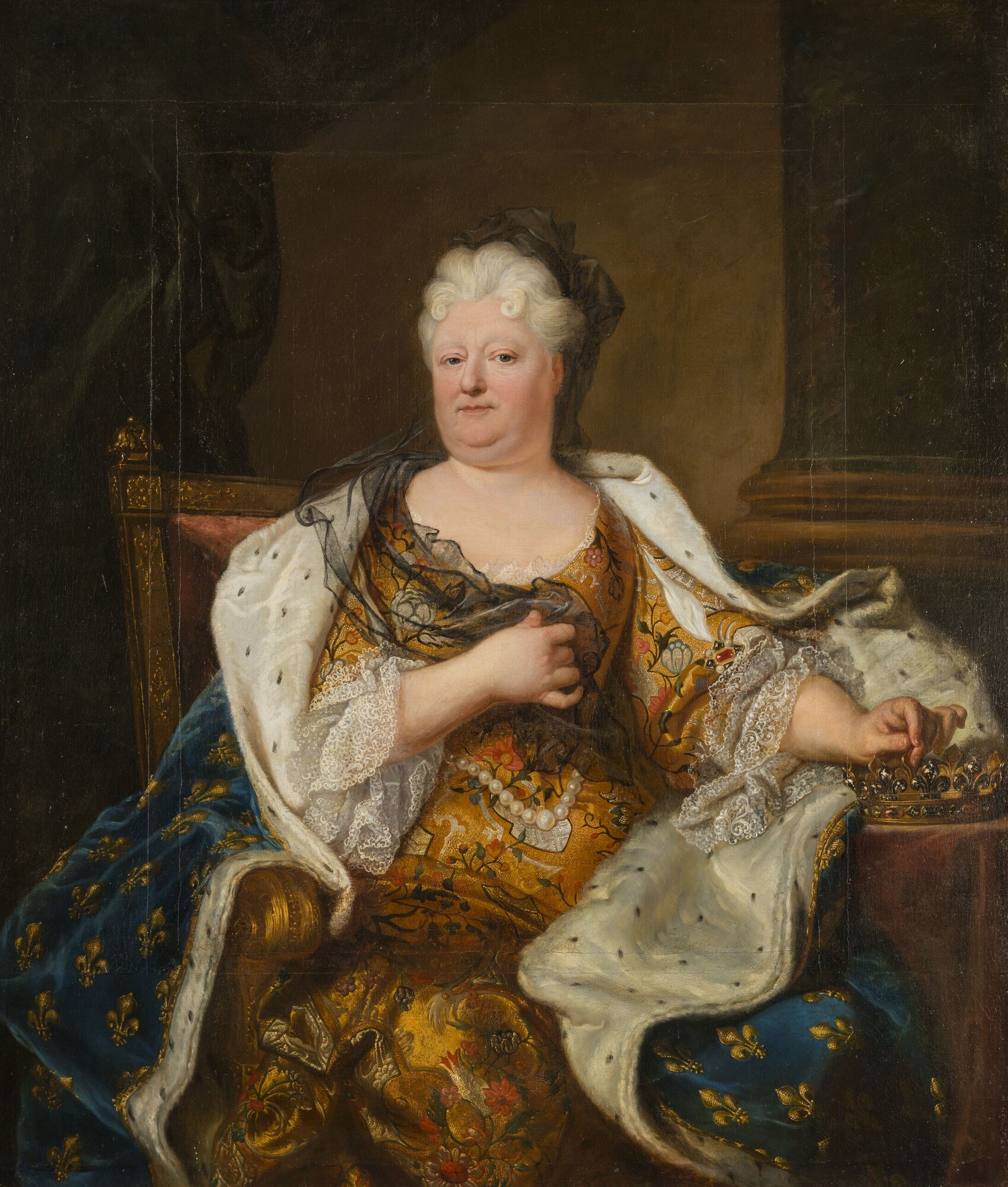
Елизавета-Шарлотта Пфальцская

Следуя примеру всех французских королей, Филипп Орлеанский избрал себе официальную фаворитку — Мари-Мадлен де Ла Вьевиль, графиню де Парабер (фрейлину герцогини Беррийской), впоследствии её сменила мадам де Фалари.
Помимо них, среди любовниц герцога значились актриса Шарлотта Демар, маркиза де Сабран, жена лейтенанта гвардии мадам Феран д’Аверн.
Французский двор эпохи Регентства имел самую дурную репутацию в Европе. Его именовали не иначе, как «вертеп». Однако герцог Орлеанский старался оградить маленького короля от дурного влияния своих придворных — молодой Людовик XV был поручен заботам добродетельной герцогини де Вантадур и священнику де Флёри (будущему кардиналу).
8 декабря 1722 года в возрасте семидесяти одного года скончалась принцесса Елизавета Шарлотта Пфальцская. Смерть любимой матери так потрясла регента, что вызвала тяжелейшую депрессию.
2 декабря 1723 года Филипп Орлеанский скончался в Версале на руках своей возлюбленной — мадам де Фалари. Похоронен в Сен-Клу. Сердце регента находится в Королевской капелле в Дрё.

### Дети
От своей жены Франсуазы Марии Бурбон (мадемуазель де Блуа) имел семерых детей:
1. Мария Луиза Елизавета (1695—1719), замужем за Карлом, герцогом Беррийским и Алансонским;
2. Луиза Аделаида (1698—1743), мадемуазель Орлеанская, аббатиса;
3. Шарлотта Аглая (1700—1761), мадемуазель Валуа, замужем за Франческо III д’Эсте;
4. Людовик (1703—1752), герцог Орлеанский;
5. Луиза Елизавета (1709—1742), мадемуазель Монпансье, замужем за королём Испании Луисом I;
6. Филиппа Елизавета (1714—1734), мадемуазель Божоле;
7. Луиза Диана (1716—1736), мадемуазель Шартская, замужем за Людовиком Франсуа Конти.

Также у регента были внебрачные дети от многочисленных любовниц (в том числе Жан-Филипп-Франсуа Орлеанский).

## А. С. Пушкин об эпохе Регентства
В своём незаконченном произведении «Арап Петра Великого» А. С. Пушкин дал ироничную характеристику эпохе Регентства:
«По свидетельству всех исторических записок ничто не могло сравниться с вольным легкомыслием, безумством и роскошью французов того времени. Последние годы царствования Людовика XIV, ознаменованные строгой набожностию двора, важностию и приличием, не оставили никаких следов. Герцог Орлеанский, соединяя многие блестящие качества с пороками всякого рода, к несчастию, не имел и тени лицемерия. Оргии Пале-Рояля не были тайною для Парижа; пример был заразителен… Алчность к деньгам соединилась с жаждою наслаждений и рассеянности; имения исчезали; нравственность гибла; французы смеялись и рассчитывали, и государство распадалось под игривые припевы сатирических водевилей»

## Другие факты
Французские колонисты дали основанному ими в Луизиане поселению (1718) имя Новый Орлеан с аллюзией на титул регента. Луизиана в целом и Новый Орлеан в частности сохраняют в США до настоящего времени элементы французской культуры.

## В кино
- «Пусть начнётся праздник» — режиссёр Бертран Тавернье (Франция, 1975); в роли Филиппа II Орлеанского — Филипп Нуаре.
- «Горбун» — режиссёр Филипп де Брока (Франция, 1997); в роли Филиппа II Орлеанского — Филипп Нуаре.
- «Лагардер. Мститель в маске» (Lagardère, ТВ) — режиссёр Анри Эльман (Франция, 2003); в роли Филиппа II Орлеанского — Пьер Жерар (Pierre Gérard).
- «Обмен принцессами» — режиссёр Марк Дуген (Франция — Бельгия, 2013); в роли Филиппа II Орлеанского — Оливье Гурме.